# 沙罗菲金·卢特菲拉耶夫
沙罗菲金·卢特菲拉耶夫（1990年9月9日—），生于蘇爾漢河州，乌兹别克斯坦男子柔道运动员，2015年亚洲柔道锦标赛男子60公斤级铜牌得主、2019年世界柔道锦标赛男子60公斤级银牌得主。